# Petar I. (Montenegro)

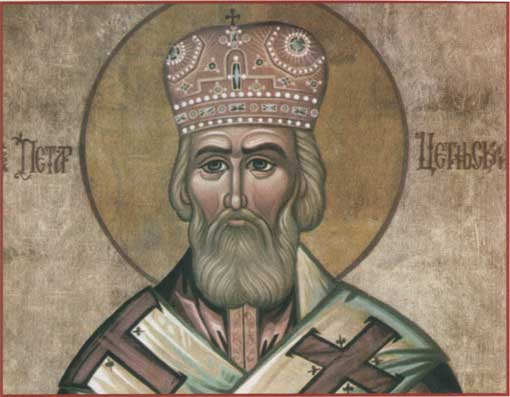
Petar I.

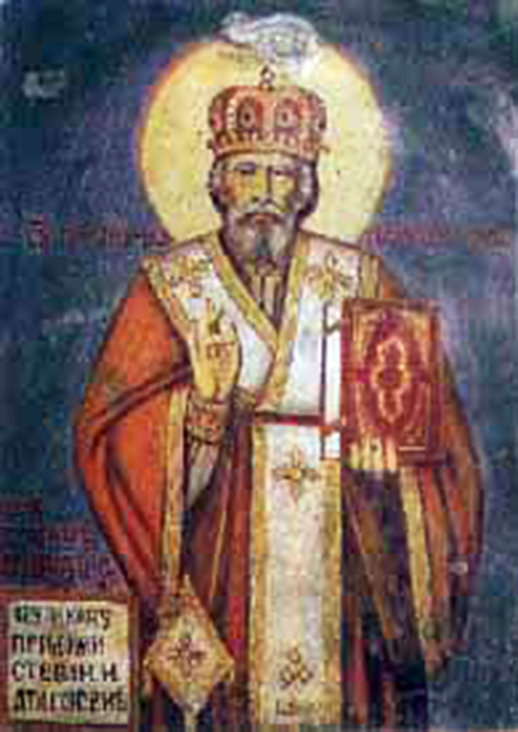
Petar I.

Petar I. Petrović-Njegoš (serbisch-kyrillisch Петар I. Петровић Његош; † 31. Oktober 1830), auch Petar Cetinjski, war serbisch-orthodoxer Metropolit mit Sitz in Cetinje und ist ein Heiliger Thaumaturg. Er regierte als Fürstbischof zwischen 1784 und 1830 das damalige Montenegro, das in Stämmen organisiert war und von den Fürstbischöfen theokratisch verwaltet wurde. Wann er genau geboren wurde, ist nicht abschließend geklärt. Am wahrscheinlichsten ist, dass er 1748 in Njeguši geboren wurde. Sein weltlicher Vorname ist nicht erhalten geblieben. Der Feiertag wird an seinem Todestag begangen, dem 18. Oktober (nach dem julianischen Kalender, greg. Kalender 31. Oktober).

## Leben
Die Eltern von Petar Cetinjski waren Marko Damjanov (Petrović-Sippe) und Marija (geborene Martinović). Sein Großvater war der leibliche Bruder des Metropoliten Danilo Crnogorskog. Mit zehn Jahren wurde er vom Metropoliten von Skenderlijski und Crnogorski Sava zu seinem Nachfolger bestimmt. Es folgte ein Leben nach der Lehre Christi. Mit zwölf Jahren nahm er den Namen Petar an. Mit 17 Jahren wurde er zum Diakon erhoben und verweilte daraufhin ein Jahr lang in Russland. Mit 25 Jahren war er schon Archimandrit (Leitender Abt mehrerer und bedeutender Klöster). Als der Metropolit von Skenderlijski und Crnogorski Sava 1781 der Überlieferung zufolge mit einhundert Jahren verstarb, wurde Petar Cetinjski nicht wie vorgesehen zum Nachfolger bestimmt. Daraufhin trat er an Österreich mit der Bitte heran, ihm eine Eparchie im Verwaltungsteil Österreichs zu überlassen. Im Jahr 1784 verstarb jedoch auch der Nachfolger des Metropoliten Sava, Metropolit Arsenije Plamenac, und Petar Cetinjski wurde am 13. Oktoberjul. / 24. Oktober 1784greg. zum Eparchen von Crnogorski, Skenderlijski und Primorski erhoben.

## Wirken
Die Bevölkerung Montenegros gliederte sich damals in zwei Gruppen größerer Familienklans, die Montenegriner und die Highlander (Brđani). Zwischen den Klans gab es nicht selten bewaffnete Auseinandersetzungen; es war eine Zeit des Chaos und der Unruhen. Petar Cetinjski bemühte sich, Frieden zwischen den Bewohnern seines Landes zu stiften. Dagegen unterstützte er Bemühungen, die osmanische Herrschaft zu beenden. So segnete er am 11. Julijul. / 22. Juli 1796greg., vor einer der vielen Schlachten mit den osmanischen Vasallen (in dieser Region Agaren genannt), die aufständischen montenegrinischen und Highland-Soldaten. Ihr Heer war im Verhältnis 1:3 dem feindlichen Heer unterlegen, welches von Vesir Buschatlija geführt wurde. Die Situation war verzweifelt, die Montenegriner siegten jedoch, und selbst Petar Cetinjski schrieb daraufhin von einem Wunder, welches sich ereignet habe.
Vor wie während seiner Amtszeit versuchte Petar Cetinjski, Verbündete für sein durch die Osmanen geknechtetes orthodoxes Christenvolk zu finden, besonders im orthodoxen Russland. Dies gelang ihm jedoch zunächst nicht. Das änderte sich aber nach dem Ausbruch des russisch-türkischen Krieges 1807. Nun gelang es Petar Cetinjski, die russische Aufmerksamkeit auf die Bedeutung seiner Vision eines vereinigten Slawoserbischen Zarenreiches und die sich damit für Russland eröffnenden Möglichkeiten in Südosteuropa zu lenken. Ein Angebot der mit den Osmanen Pakte schmiedenden Franzosen, die unter Napoleon Dalmatien erobert hatten, war vorangegangen. Ihm sollte erlaubt werden, sich zum serbischen Patriarchen erheben zu lassen. Bedingung war jedoch seine Abkehr vom Russischen Reich. Dabei hätte er jedoch als Patriarch auch auf seine weltliche Macht, die er als Fürstbischof für sich beanspruchte, zu Gunsten Napoleons und der Osmanen verzichten müssen. Weiterhin wäre er nur der Patriarch der Serben und anderer Orthodoxen im von Napoleon kontrollierten Gebiet gewesen. Damit wäre seine Akzeptanz als Patriarch von Napoleons Gnaden in anderen von Serben bewohnten Gebieten, die von den Habsburgern (Slawonien, Vojvodina) und den Osmanen (übriges Serbien und Mazedonien) kontrolliert wurden, eher sehr gering oder nicht vorhanden gewesen. Dieses Angebot zur Erneuerung des serbischen Patriarchats, nach der Zerschlagung desselben Anfang des 18. Jahrhunderts durch die Osmanen, wies Petar Cetinjski deshalb trotz dessen Bedeutung zurück, wohl auch weil er befürchtete, die römisch-katholische Kirche könnte auf Dauer dadurch einen zu großen Einfluss gewinnen. Neben den kirchenpolitischen Überlegungen waren wohl weitere politischen Überlegungen des Fürstbischofs für seine Entscheidung ausschlaggebend. Der Angriff des französischen Kaiserreichs auf Russland, das nahezu ganz West- und Mitteleuropa unterworfen hatte, und der damit möglich gewordene Fall des russischen Reiches, als einziges verbliebenes unabhängiges orthodoxes Reich, hätte letzten Endes langfristig den Untergang der Orthodoxie bedeuten können. Petar Cetinjski blieb daher seinem Bündnisstreben mit dem orthodoxen Russland treu, ungeachtet der Spannungen, die seine Entscheidung in die Beziehungen zum napoleonischen Frankreich bringen musste. Ungeachtet auch des Mangels an Begeisterung der russischen Aristokraten für dieses Bündnisstreben des Fürstbischofs aus dem von allen Seiten bedrängten Montenegro, die bis zum Ausbruch des russisch-türkischen Krieges 1807, aber auch danach bis zum endgültigen Zusammenbruch des Osmanischen Reiches als Machtfaktor durch weltpolitische Umwerfungen pragmatischere politische Ziele verfolgten.
Die Schwierigkeiten in den Beziehungen zum russischen Reich (geographisch gesehen schon damals eine Weltmacht) brachten ihm schwere persönliche Rückschläge, die auch auf Kosten seiner Untertanen gingen. Dies hinderte ihn jedoch nicht, sogar im Testament jeden der Seinigen zu verfluchen, der sich von den Gleichblütigen und Gleichgläubigen (Russen) zu distanzieren versuche.
Da ab diesem Zeitpunkt sein Einfluss auf die Orthodoxie in den Regionen Dalmatiens und der Lika auch nach dem Zurückschlagen der Franzosen durch die Habsburger sehr gering war, konzentrierte Petar Cetinjski sein Streben stärker auf das übrige von Serben bewohnte Gebiet unter den Osmanen und Habsburgern. Er wollte die dortigen Orthodoxen überzeugen, auf eine Wiedervereinigung des Zarenreiches hinzuarbeiten, das sich unter den Nemanjiden entwickelt hatte und das ebenso wie die serbische autokephale Kirche im späteren Verlauf der osmanischen Herrschaft von dieser als Strafmaßnahme für wiederkehrende Aufstände in mehrere Verwaltungseinheiten geteilt worden war.
Die Idee der Einheit der Orthodoxen in einem wiederbegründeten slavoserbischen Zarenreich sollte sich erst nach dem Tod Petar Cetinjskis im Jahr 1830 verwirklichen. Er hatte diese Idee in seiner frühen Jugend von seinem in Cetinjskis Beisein in Russland unter ungewöhnlichen Umständen verblichenen Mentor, Fürstbischof Vasilije Petrović-Njegoš, übernommen, der Bruder, Mitregent und rechte Hand des Fürstbischofs Sava gewesen war. Petar Cetinjski hinterließ jedoch durch sein Lebenswerk, auch durch den Ausbau von Verwaltung und Justiz, eine verfestigte gesellschaftliche Struktur in der bis dahin archaisch und von Stammespolitik geprägten Region. Als sein Grab vier Jahre später geöffnet wurde, sollen seine Gebeine ohne ein Anzeichen der Fäule aufgefunden worden sein. Die Öffnung erfolgte auf Anweisung von Fürstbischof Petar II. Petrović-Njegoš, Petars Neffen, der von ihm traditionell nach der Rangfolge sein Amt erbte.